# Scapulaseius polyantheae
Scapulaseius polyantheae är en spindeldjursart som först beskrevs av Gupta 1975.  Scapulaseius polyantheae ingår i släktet Scapulaseius och familjen Phytoseiidae. Inga underarter finns listade i Catalogue of Life.